# Józef Czartoryski (zm. 1750)
Józef Czartoryski (zm. 1 sierpnia 1750) – książę na Klewaniu i Żukowie, chorąży wielki litewski, starosta puński. 
Syn Jana Karola podkomorzego krakowskiego i jego żony Magdaleny Konopackiej. 14 lipca 1698 został mianowany chorążym wielkim litewskim po Grzegorzu Ogińskim. Ożenił się z Teresą Denhoffówną, córką Władysława, wojewody pomorskiego. Miał syna Stanisława i córkę Józefę Marię Magdalenę. 
Józef Czartoryski żył 52 lata, zmarł po długiej chorobie. Pochowany został 17 sierpnia 1750 w Krakowie.
Jako deputat sejmu lubelskiego był uczestnikiem Walnej Rady Warszawskiej 1710 roku. Był posłem księstwa oświęcimskiego i zatorskiego na sejm 1720 roku.